# Genouilly, Cher
Genouilly är en kommun i departementet Cher i regionen Centre-Val de Loire i de centrala delarna av Frankrike. Kommunen ligger  i kantonen Graçay som tillhör arrondissementet Vierzon. År 2022 hade Genouilly 666 invånare.

## Befolkningsutveckling
Antalet invånare i kommunen Genouilly
Referens:INSEE